# Gare de Plénée-Jugon
Gare de Plénée-Jugon – przystanek kolejowy w Plénée-Jugon, w departamencie Côtes-d’Armor, w regionie Bretania, we Francji.
Jest przystankiem kolejowym Société nationale des chemins de fer français (SNCF), obsługiwaną przez pociągi TER Bretagne.

## Położenie
Znajduje się na wysokości 67 m n.p.m., na 438,145 km linii Paryż – Brest, pomiędzy stacjami Broons i Plestan. 

## Usługi
Usługi kolejowe są prowadzone przez pociągi TER Bretagne, kursujące między Rennes, Lamballe lub Saint-Brieuc.